# 7. Otwarte Mistrzostwa Europy w Brydżu Sportowym
7. Otwarte Mistrzostwa Europy w Brydżu Sportowym (7th European Open Bridge Championships) – zawody brydżowe, które będą rozegrane w Tromsø (Norwegia) w dniach od 27 czerwca 11 lipca 2015 roku. 
Będą to jednocześnie:
| 14. Drużynowe Otwarte ME Mikstów | 14. Otwarte ME Par Mikstowych |
| 7. Drużynowe Otwarte ME Open     | 18. Otwarte ME Par Open       |
| 7. Drużynowe Otwarte ME Kobiet   | 15. Otwarte ME Par Kobiecych  |
| 7. Drużynowe Otwarte ME Seniorów | 14. Otwarte ME Par Seniorów   |

Bezpośrednio po tych zawodach (w dniach od 18 do 25 lipca 2015 roku) odbędą się w Tromsø 25. Drużynowe Młodzieżowe Mistrzostwa Europy w Brydżu Sportowym.

## Poprzedni zwycięzcy
W poprzednich, 6. Otwartych Mistrzostwach Europy, które odbyły się  w Ostendzie (Belgia) w dniach 15-29 czerwca 2013 roku w poszczególnych kategoriach medalowe miejsca zdobyły następujące zespoły i pary:
| Konkurencja                 | 2013: Ostenda (Belgia) - Tabela medalistów | 2013: Ostenda (Belgia) - Tabela medalistów                                                                             |
| --------------------------- | ------------------------------------------ | --- |
| 13. Mixed Teams (98 teams)  | 1                                          | NedAut: Huub Bertens, Marion Michielsen, Ricco van Prooijen, Jovanka Smederevac, Martine Verbeek, Sascha Wernle        |
| 13. Mixed Teams (98 teams)  | 2                                          | Austria: Iris Grumm, Arno Lindermann, Martin Schifko, Terry Weigkricht                                                 |
| 13. Mixed Teams (98 teams)  | 3                                          | Schaltz: Nadia Bekkouche, Peter Fredin, Dorthe Schaltz, Peter Schaltz                                                  |
| 13. Mixed Pairs (416 pairs) | 1                                          | : Desisława Popowa - Rosen Gunew                                                                                       |
| 13. Mixed Pairs (416 pairs) | 2                                          | : Sylvie Willard - Marc Bompis                                                                                         |
| 13. Mixed Pairs (416 pairs) | 3                                          | Netsy Sayer - Zachari Zachariew                                                                                        |
| 6. Open Teams (121 teams)   | 1                                          | Mazurkiewicz: Piotr Gawryś, Krzysztof Jassem, Paweł Jassem, Marcin Mazurkiewicz, Piotr Tuszyński, Jakub Wojcieszek     |
| 6. Open Teams (121 teams)   | 2                                          | Breno: Mario D'Avossa, Benito Garozzo, Riccardo Intonti, Massimo Lanzarotti, Andrea Manno, Romain Zaleski              |
| 6. Open Teams (121 teams)   | 3                                          | Isrmany: Allon Birman, Ilan Herbst, Ofir Herbst, Deror Padon, Josef Piekarek, Alexander Smirnov                        |
| 17. Open Pairs (280 pairs)  | 1                                          | Sabine Auken - Roy Welland                                                                                             |
| 17. Open Pairs (280 pairs)  | 2                                          | Jan Jansma - Zia Mahmood                                                                                               |
| 17. Open Pairs (280 pairs)  | 3                                          | Nils Kåre Kvangraven - Terje Lie                                                                                       |
| 6. Women Teams (25 teams)   | 1                                          | China 1: Feng Xuefeng, Wang Wenfei, Wang Liping, Zhang Yu                                                              |
| 6. Women Teams (25 teams)   | 2                                          | Italia 1: Caterina Ferlazzo, Gabriella Manara, Simonetta Paoluzi, Annalisa Rosetta, Ilaria Saccavini, Marilina Vanuzzi |
| 6. Women Teams (25 teams)   | 3                                          | Dutch Women: Carla Arnolds, Jet Pasman, Anneke Simons, Wietske van Zwol                                                |
| 14. Women Pairs (46 pairs)  | 1                                          | Catherine d'Ovidio - Janice Seamon-Molson                                                                              |
| 14. Women Pairs (46 pairs)  | 2                                          | Marion Michielsen - Meike Wortel                                                                                       |
| 14. Women Pairs (46 pairs)  | 3                                          | Véronique Bessis - Carole Puillet                                                                                      |
| 6. Senior Teams (23 teams)  | 1                                          | Lavec: Peter Billgren, Sven-Olov Flodqvist, Mats Pettersson, Björn Sanzen                                              |
| 6. Senior Teams (23 teams)  | 2                                          | Hansen: Heinrich Berger, Renate Hansen, Hubert Obermair, Franz Terraneo                                                |
| 6. Senior Teams (23 teams)  | 3                                          | Bardin: Antonio Bardin, Franco Garbosi, Luigina Gentili, Carlo Maria Gentili, Silvio Tosi, Paolo Uggeri                |
| 13. Senior Pairs (52 pairs) | 1                                          | Nicholas Fitzgibbon - Adam Mesbur                                                                                      |
| 13. Senior Pairs (52 pairs) | 2                                          | Michael Elinescu - Entscho Wladow                                                                                      |
| 13. Senior Pairs (52 pairs) | 3                                          | Stefan Cabaj - Włodzimierz Ilnicki                                                                                     |

## Format zawodów
Zawody były rozgrywane według następujących zasad:
- Zawody rozgrywane w kategoriach drużyn i par mikstowych mikstowych, open, kobiet i seniorów;
- W zawodach mogą uczestniczyć drużyny i pary dowolnych federacji brydżowych - niekoniecznie z Europy;
- Zawody rozgrywane w kolejności:
  - Teamy mikstowe,
  - Pary mikstowe,
  - Teamy open/kobiet/seniorów,
  - Pary open/kobiet/seniorów;
- W przypadku par rozgrywane były rundy kwalifikacyjne, a następnie najlepsze drużyny grały rundy finałowe;
- W przypadku zespołów rozgrywane były rundy kwalifikacyjne systemem szwajcarskim, następnie rozgrywki pucharowe;
- W dniach w których były rozgrywane rundy pucharowe pozostali zawodnicy mogli brać udział w dodatkowych turniejach.

### Przywileje zwycięzców
Zdobywcy 3 pierwszych miejsc otrzymają medale.
Zwycięzcy mają prawo do tytułu European Open Champion. 
Najlepsza para w ME Open par zdobędzie nagrodę Giorgio Belladonna trofeum. Jej repliki dostaną również 3 najlepsze europejskie pary.
Najlepsza para w ME Kobiet par zdobędzie nagrodę Annamaria Torlontano Trophy. Jej repliki dostaną również 3 najlepsze europejskie pary.
Najlepsza para w ME Seniorów par zdobędzie nagrodę European Trophy Senior. Jej repliki dostaną również 3 najlepsze europejskie pary.
Wszyscy uczestnicy otrzymają punkty w klasyfikacjach EBL i WBF.
Zespołom i parom, które zdobyły tytuł Mistrza Europy zapewniony będzie bezpłatny udział (opłaty startowe + hotel) w kolejnych, 8. Otwartych Mistrzostwach Europy w roku 2017. Zwycięzccy gier mieszanych będą zaproszeni na tydzień, w którym będą rozgrywki mikstów, natomiast zwycięzcy Open, Kobiet i Seniorów będą zaproszeni na zawody w kolejnym tygodniu.

## Transmisje z zawodów
Wszystkie sesje zawodów transmitowane będą codziennie w internecie poprzez BBO. Transmisja będzie z 8 stołów.